# Ronde van Italië 2016/Zestiende etappe
De zestiende etappe van de Ronde van Italië 2016 werd gereden op 24 mei 2016 van Brixen (Bressanone) naar Andalo. Deze etappe was 132 kilometer lang.

## Verloop
In het begin van de etappe ontstaat er een ontsnapping met negen renners, waarbij Marco Coledan, Daniel Oss, Eugert Zhupa en Amets Txurruka. Ze krijgen nooit meer dan 40 seconden voorsprong en worden gegrepen voor de eerste beklimming van de dag: de Mendelpas. Op de Mendelpas is het onmiddellijk oorlog. Ilnoer Zakarin is de eerste die demarreert. Hij krijgt Tanel Kangert mee. Even later sluiten ook Bob Jungels, Diego Ulissi en Sergej Firsanov aan. Steven Kruijswijk controleert en blijft dicht in de buurt van Vincenzo Nibali. Zakarin laat zich onder druk terug inlopen. David López García vervangt hem in de kopgroep. Als zesde in de kopgroep sluit ook nog Joe Dombrowski aan.
David López García komt als eerste boven op de Mendelpas. In het peloton der favorieten is Nibali versneld. Hij wordt teruggehaald door Kruijswijk, Zakarin en Valverde. Het viertal zet door en komt aansluiten bij de zes koplopers. Nummer twee in de stand Esteban Chaves is niet mee. Zijn ploegmaats Damien Howson en Rubén Plaza proberen hem dichter bij de eerste groep te brengen. Op 40 kilometer van de meet heeft Chaves ongeveer een halve minuut achterstand. Wanneer Chaves aansluit bij de kopgroep, demarreert Valverde. Enkel Kruijswijk en Zakarin kunnen volgen.
In de achtervolgende groep met Esteban Chaves moet Vincenzo Nibali even later lossen. Valverde wint de rit na een sprint met Kruijswijk. Nibali verliest bijna twee minuten.

## Uitslag
| Bressanone naar Andalo (132 km) |                    |                    |          |
| Plaats                          | Naam               | Ploeg              |          |
| Winnaar                         | Alejandro Valverde | Movistar Team      | 2u58'54" |
| 2                               | Steven Kruijswijk  | Team LottoNL-Jumbo | z.t.     |
| 3                               | Ilnoer Zakarin     | Team Katjoesja     | + 8"     |
| 4                               | Diego Ulissi       | Lampre-Merida      | + 37"    |
| 5                               | Bob Jungels        | Etixx-Quick Step   | z.t.     |
| 6                               | David López García | Team Sky           | + 38"    |
| 7                               | Sergej Firsanov    | Gazprom-RusVelo    | z.t.     |
| 8                               | Esteban Chaves     | Orica GreenEDGE    | + 42"    |
| 9                               | Rafał Majka        | Tinkoff            | + 50"    |
| 10                              | Domenico Pozzovivo | AG2R La Mondiale   | + 1'47"  |
| 11                              | Vincenzo Nibali    | Astana Pro Team    | z.t.     |
| 12                              | Nicolas Roche      | Team Sky           | + 3'20"  |
| 13                              | Rein Taaramäe      | Team Katjoesja     | z.t.     |
| 14                              | Jakob Fuglsang     | Astana Pro Team    | z.t.     |
| 15                              | Hubert Dupont      | AG2R La Mondiale   | z.t.     |
|                                 |                    |                    |          |
| 33                              | Maxime Monfort     | Lotto Soudal       | + 12'43" |

## Klassementen
| Algemeen klassement |                     |                    |           |
| Plaats              | Naam                | Ploeg              | Tijd      |
| Roze trui           | Steven Kruijswijk   | Team LottoNL-Jumbo | 63u40'10" |
| 2                   | Esteban Chaves      | Orica GreenEDGE    | + 3'00"   |
| 3                   | Alejandro Valverde  | Movistar Team      | + 3'23"   |
| 4                   | Vincenzo Nibali     | Astana Pro Team    | + 4'43"   |
| 5                   | Ilnoer Zakarin      | Team Katjoesja     | + 4'50"   |
| 6                   | Rafał Majka         | Tinkoff            | + 5'34"   |
| 7                   | Bob Jungels         | Etixx-Quick Step   | + 7'57"   |
| 8                   | Andrey Amador       | Movistar Team      | + 8'53"   |
| 9                   | Domenico Pozzovivo  | AG2R La Mondiale   | + 10'05"  |
| 10                  | Kanstantsin Siwtsow | Dimension Data     | + 11'03"  |
|                     |                     |                    |           |
| 19                  | Maxime Monfort      | Lotto Soudal       | + 30'26"  |

| Puntenklassement |                    |                  |        |
| Plaats           | Naam               | Ploeg            | Punten |
| Rode trui        | Giacomo Nizzolo    | Trek-Segafredo   | 138    |
| 2                | Diego Ulissi       | Lampre-Merida    | 130    |
| 3                | Matteo Trentin     | Etixx-Quick Step | 86     |
| 4                | Sacha Modolo       | Lampre-Merida    | 84     |
| 5                | Alejandro Valverde | Movistar Team    | 83     |

| Bergklassement |                    |                    |        |
| Plaats         | Naam               | Ploeg              | Punten |
| Blauwe trui    | Damiano Cunego     | Nippo-Vini Fantini | 134    |
| 2              | Stefan Denifl      | IAM Cycling        | 72     |
| 3              | Darwin Atapuma     | BMC Racing Team    | 69     |
| 4              | Giovanni Visconti  | Movistar Team      | 61     |
| 5              | David López García | Team Sky           | 54     |

| Jongerenklassement |                 |                             |           |
| Plaats             | Naam            | Ploeg                       | Tijd      |
| Witte trui         | Bob Jungels     | Etixx-Quick Step            | 63u48'07  |
| 2                  | Sebastián Henao | Team Sky                    | + 14'17"  |
| 3                  | Davide Formolo  | Cannondale Pro Cycling Team | + 34'11"  |
| 4                  | Valerio Conti   | Lampre-Merida               | + 53'40"  |
| 5                  | Joe Dombrowski  | Cannondale Pro Cycling Team | +1u01'12" |

| Ploegenklassement (tijd) |                             |            |
| Plaats                   | Ploeg                       | Tijd       |
| 1                        | Astana Pro Team             | 191u30'47" |
| 2                        | Movistar Team               | + 7'46"    |
| 3                        | AG2R La Mondiale            | + 23'23"   |
| 4                        | Cannondale Pro Cycling Team | + 24'54"   |
| 5                        | Team Sky                    | + 39'44"   |

## Opgaves
- David de la Cruz (Etixx-Quick Step)

1e etappe ·
2e etappe ·
3e etappe ·
4e etappe ·
5e etappe ·
6e etappe ·
7e etappe ·
8e etappe ·
9e etappe ·
10e etappe ·
11e etappe ·
12e etappe ·
13e etappe ·
14e etappe ·
15e etappe ·
16e etappe ·
17e etappe ·
18e etappe ·
19e etappe ·
20e etappe ·
21e etappe
Startlijst · Eindstanden · Afbeeldingen